# Antoninus Pius
Antoninus Pius, Titus Aurelius Fulvius Boionius Arrius Antoninus, oficjalna tytulatura cesarska Caesar Titus Aelius Hadrianus Antoninus Augustus Pius (ur. 19 września 86, zm. 7 marca 161)  – cesarz rzymski od 10 lipca 138 do swojej śmierci.

## Życiorys
Pochodził z rodziny senatorskiej z Nemausus w Galii Narbońskiej. Urodził się w Lanuvium jako syn i jedyne dziecko Tytusa Aureliusza Fulwusa, konsula roku 89 i Arrii Fadilli. Po śmierci ojca wychowywany przez dziadka ze strony matki Gnejusza Ariusza Antoninusa i przez drugiego męża matki Publiusza Juliusza Lupusa.
Pomiędzy 110 a 115 rokiem poślubił Annię Galerię Faustynę Starszą, córkę konsula Marka Anniusza Werusa. Miał z nią czworo dzieci: Marka Aureliusza Fulviusa Antoninusa, Marka Galeriusza Aureliusza Antoninusa, Aurelię Fadillę, Annię Galerię Faustynę, późniejszą żonę cesarza Marka Aureliusza.
Po odbyciu kwestury i pretury Antoninus uzyskał konsulat w 120 roku. Zwrócił na siebie uwagę cesarza Hadriana i został wybrany jednym z czterech prokonsulów administrujących Italią. Był członkiem cesarskiego consilium – nieformalnej rady Hadriana. Niedługo potem został prokonsulem Azji (134–135). Hadrian adoptował go 25 lutego 138, pod warunkiem usynowienia przez Antoninusa Marka Enniusza Werusa (późniejszego cesarza Marka Aureliusza), syna jego szwagra i Lucjusza Enniusza Werusa (późniejszego cesarza Lucjusza Werusa).
W czasie jego panowania wybuchły powstania Żydów, Brytów i w Mauretanii. Wsławił się wzniesieniem Wału Antonina. Okres jego panowania to czas pomyślności i pokoju często zwany Pax Romana. Rozbudował fundusz alimentacyjny (alimenta dla dziewcząt) wprowadzony za Trajana, co miało poprawić stan ludnościowy Imperium. Na rządy jego i jego następcy (Marka Aureliusza) przypada schyłek najlepszego okresu w dziejach cesarstwa rzymskiego.

### Jako cesarz
Obejmując ster państwa rzymskiego 10 lipca 138, liczył sobie 52 lata. Jego doświadczenie w sprawach publicznych było niewielkie, tak samo jak znajomość terytoriów poza Italią. Brakowało mu także obycia w sprawach wojskowych.
Pierwszym oficjalnym aktem Antonina była deifikacja pośmiertna Hadriana, do której z trudem namówił Senat. Dzięki temu nowy cesarz uzyskał przydomek Pius. Cesarz na swego następcę desygnował Marka Enniusza Werusa. W 139 roku został desygnowany na kwestora, a rok później na konsula; uzyskał także tytuł cezara, władzę trybuńską i imperium prokonsularne. Antoninus Pius pozostawił większość urzędników mianowanych przez Hadriana na zajmowanych stanowiskach, dokonując tylko kilku zmian. Nowym prefektem miasta mianował Gaiusa Bruttiusa Praesensa. Stanowisko prefekta pretorianów zajmował do 157 roku Marek Gavius Maximus.

#### Działania militarne i polityka zagraniczna
Mimo że panowanie Antonina Piusa przebiegało pod znakiem powszechnego pokoju, to w latach 138–161 można odnotować kilka znaczących kampanii. Namiestnik Brytanii Quintus Lollius Urbicus najechał tereny Kaledonii, odnosząc zwycięstwa nad miejscowymi plemionami. Rozpoczęto w tym rejonie budowę nowej, umocnionej granicy na linii Clyde – Forth. Umocnienia te znane są jako Wał Antonina.
Źródła donoszą o niepokojach w Dacji w latach 157–159, które wymagały wysłania tam większych sił wojskowych, prawdopodobnie w postaci oddziałów wydzielonych z legionów. Po stłumieniu niepokojów Dację podzielono na trzy odrębne prowincje.
Antoninus Pius wyznaczył królów państwom klientelnym Imperium Rzymskiego, m.in. Armenii i Kwadom. W 140 roku król Iberii Kaukaskiej złożył cesarzowi wizytę w Rzymie.
W latach 145–150 Cesarstwo musiało się zmierzyć z poważną rewoltą w Mauretanii. Do prowincji musiano wysłać dodatkowe oddziały pod dowództwem nowego senatorskiego namiestnika, który zastąpił ekwickich prokuratorów. W połowie lat pięćdziesiątych II w. stłumiono powstanie Brygantów w Brytanii.
W Germanii Superior i Recji wybudowano nowe fortyfikacje graniczne, będące trzonem Limesu górnoreńskiego, chroniącego obszar Agri Decumates. Na wschodzie – w Syrii i Kapadocji – nastąpiły przemieszczenia legionów i wzmocnienie wojskowej obsady granicy z państwem Partów. Antonin Pius uregulował czas służby członków konnej gwardii cesarza (equites singulares augusti), którzy byli teraz zwalniani po odsłużeniu 25 lat.

#### Polityka wewnętrzna
Za panowania Antonina Piusa wzrosła pozycja greckich elit w Cesarstwie. Dwaj Ateńczycy Lucjusz Stacjusz Kwadratus i Herodes Atticus zostali konsulami w roku 142. W 143 roku retor Eliusz Arystydes wygłosił w Rzymie słynne przemówienie będące pochwałą Imperium Rzymskiego i rządów Antoninów. Grecy doceniali politykę cesarza w dziedzinie sądownictwa i wspierania helleńskiej edukacji. W 145 roku wykryto i zlikwidowano spisek przeciw cesarzowi zawiązany przez Korneliusza Priscianusa i Atiliusa Titianusa. Źródła informują, że po skazaniu bezpośrednich winnych cesarz zabronił dalszego śledztwa w sprawie domniemanej próby obalenia legalnej władzy. W roku 148 obchodzono hucznie dziewięćsetną rocznicę założenia Rzymu. W roku 141 cesarz polecił wybudować w Rzymie świątynię ku czci swej żony Faustyny. W 145 roku Antoninus Pius wzniósł w Rzymie świątynię boskiego Hadriana, czyli Hadrianeum.
Za czasów Antoninusa Piusa żył opisany przez Lukiana z Samosat filozof i przywódca religijny działający w Grecji i Azji Mniejszej Proteusz Peregrinos. Prawdopodobnie w tych właśnie czasach w Abonuteichos w Azji Mniejszej zaczął się rozwijać kult Glykona zapoczątkowany przez Aleksandra z Abunoteichos. Najprawdopodobniej za panowania Antonina poniósł męczeńską śmierć biskup Smyrny św. Polikarp. Św. Justyn Męczennik skierował do cesarza jedną ze swych Apologii. Na lata czterdzieste II wieku datuje się także działalność Marcjona z Synopy, chrześcijańskiego przywódcy religijnego i założyciela odłamu zwanego marcjonizmem. Rozpowszechniały się kulty i religie obiecujące nieśmiertelność i zbawienie, nastawione na zaspokojenie religijnych potrzeb jednostki. Rozwijał się kult Izydy i chrześcijaństwo. Wobec chrześcijan Antoninus Pius konsekwentnie kontynuował linię polityki religijnej Hadriana. Jedynie zadenuncjowanym chrześcijanom groziła kara śmierci.
Politykę ekonomiczną Antonina Piusa cechowała daleko idącą oszczędność w wydatkach państwowych. W miastach gnębionych kłopotami finansowymi niekiedy umieszczał na krótki czas specjalnych urzędników zwanych curatores rei publicae by zlikwidować problemy ekonomiczne. Założył instytucję ratio privata dla pokrywania wydatków cesarza i jego rodziny. Pozostawił swoim następcom sporą nadwyżkę w skarbie. Jego rządy są często uważane za szczytowy okres rozwoju i pomyślności Cesarstwa Rzymskiego w niemal wszystkich dziedzinach. Gospodarka państwa Rzymskiego, oparta na rolnictwie, rzemiośle i handlu osiągnęła apogeum rozwoju. Bogacące się warstwy wyższe Imperium podnosiły swój status i podkreślały zamożność poprzez fundowanie okazałych budynków w miastach na terenie całego Cesarstwa. W okresie panowania Antoninusa Piusa działał najwybitniejszy astronom i geograf starożytności Klaudiusz Ptolemeusz z Aleksandrii. Około 140 roku napisał on swoje najważniejsze dzieło: Mathematike Syntaxis, w którym sformułował główne tezy astronomii geocentrycznej. Na lata 50. II wieku przypadają także początki działalności lekarza i uczonego Galena z Pergamonu, który zaczynał swą karierę jako lekarz gladiatorów. W dziedzinie literatury zaznaczyła się działalność Apulejusza z Madaury, autora powieści Metamorfozy.
Antoninus Pius cieszył się powszechnie dobrą opinią z uwagi na swoją przystępność, łaskawość, umiłowanie pokoju i wysoce moralny tryb życia. Przez większość czasu przebywał w Rzymie i nie opuszczał Italii, przyjmując delegacje z wszystkich prowincji.

#### Ostatnie lata rządów
Około 160 roku Antoninus Pius zaczął zdradzać objawy choroby. Większą liczbą obowiązków obarczał Marka Aureliusza i Lucjusza Werusa. Prefektem miasta Rzym mianował Quintusa Lolliusa Urbicusa, entuzjastę filozofii stoickiej.
Umarł w 161 roku prawdopodobnie na niestrawność (anegdota mówi, że przejadł się serem). Po śmierci, jak podaje jego biograf Juliusz Kapitolinus, został jednogłośnie zaliczony przez Senat w poczet bogów.